# Iveco VM 90
L'Iveco VM 90 - Véhicule Multirôle - est un engin militaire léger sur pneus pour une utilisation tout terrain. C'est un véhicule hybride, camion tactique et tout terrain, conçu et fabriqué par le constructeur italien Iveco Defence Vehicles sur la base du véhicule civil réputé Iveco Daily. À partir de cette version militaire VM90, Iveco en a tiré une version civile pour des utilisations particulières, le 40.10WM, surtout destiné aux forces de l'ordre et aux unités de la protection civile. Il a une autonomie de 800 km et un passage à gué de 70 cm.
Il est utilisé par l'armée italienne dans ses 3 versions :
- VM 90T Torpedo, véhicule bâché
- VM 90P Blindée,
- Ambulance VM 90,

La version Torpedo équipe également les armées italienne de terre de la Marine Militaire ainsi que l'armée de l'air italienne.

## Version torpedo
La version Torpedo est la version de base, avec la partie arrière du véhicule bâchée, capable de transporter 10 hommes, plus le conducteur et un officier en cabine. Cette version est surtout utilisée pour le transport tactique des troupes, mais ne dispose pas de blindage. 1300 exemplaires sont en service dans l'Armée italienne, toutes armes confondues.
D'autres armées utilisent ce véhicule très polyvalent : le Canada en a produit 2 879 exemplaires sous licence. Les armées d'Espagne, Portugal, Pologne, Pakistan (2 200 exemplaires achetés), Malaisie, Macédoine, Égypte (70 exemplaires achetés), Brunei et Belgique l'ont sélectionné pour équiper leurs armées..

### Caractéristiques
- Nombre cylindres : 4
- Puissance : 73,5 kW - 100 ch à 3 800 tr/min

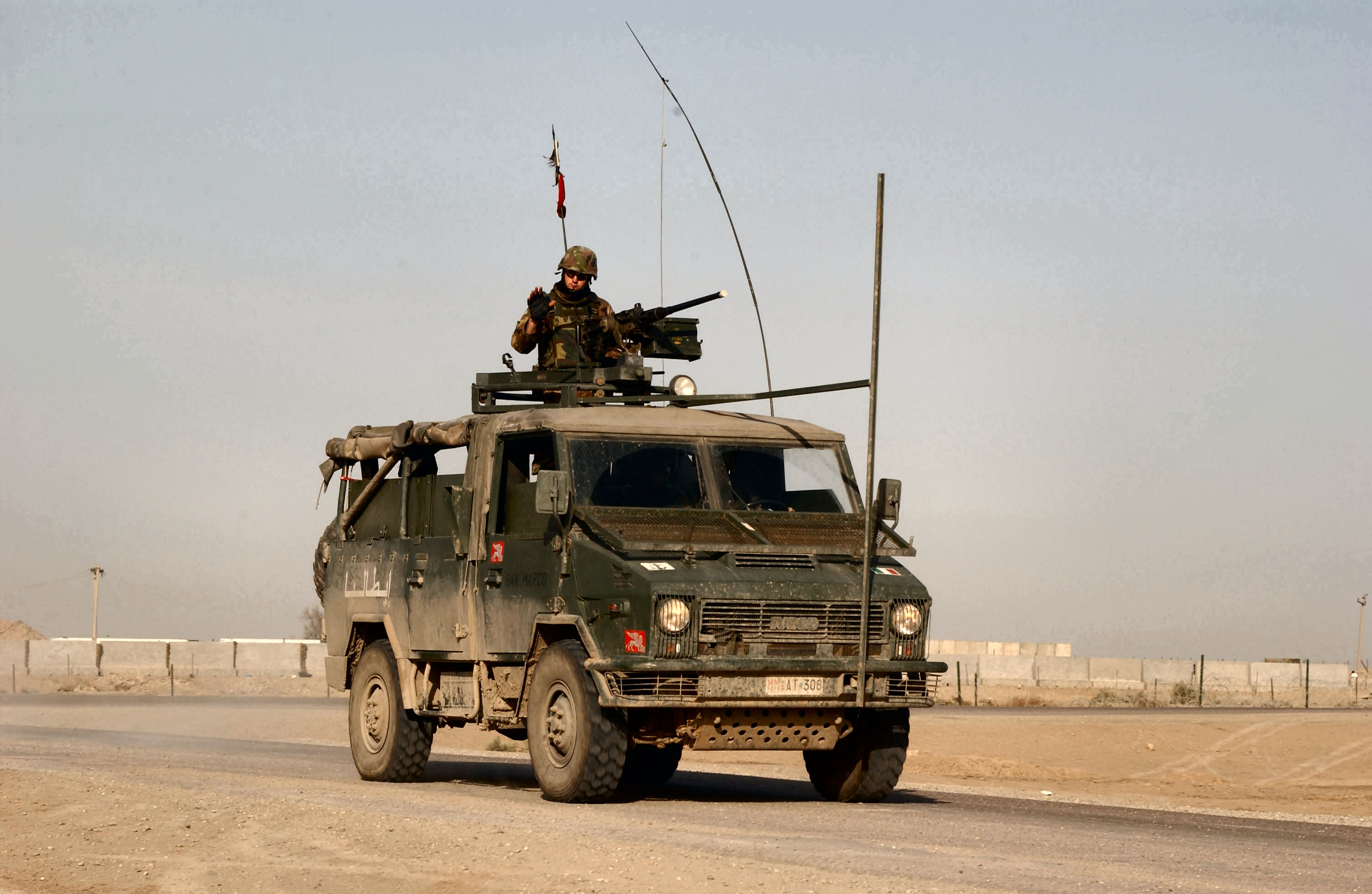
Un VM 90T de la Marine Militaire Italienne en mission en Irak

- Longueur : 4 500 mm
- Largeur : 2 000 mm
- Hauteur : 2 483 mm
- Nombre vitesses : 5
- Traction : 4x4 intégrale
- Vitesse max : 102 km/h
- Nombre de places : 1 + 1 + 10
- Autonomie : 800 km

## Version blindée
Cette version a été demandée par les utilisateurs, vu la grande polyvalence de l'engin, pour augmenter la protection des personnes transportées. Doté d'un blindage complet, le véhicule est équipé d'une porte à l'arrière, de hublots et de meurtrières pour l'utilisation d'armes de défense ou de mitrailleuse.
Le blindage n'offre pas une protection à toutes les armes lourdes mais permet à l'engin de faire face à des armes légères. Le véhicule à utiliser en cas de gros danger, de mines ou de tirs de canon serait le VBL Puma.
Ce véhicule a été fort apprécié en Somalie, durant l'opération Restore Hope, et après les premiers attentats de Nassiriya en Irak. Depuis 2007, il est remplacé par l'Iveco VTLM Lince.

### Caractéristiques
- Moteur : Iveco turbo diesel 2 499 cm3
- Nombre cylindres : 4
- Puissance ; 75,7 kW - 103 ch  à 3 800 tr/min
- Longueur : 4 680 mm
- Largeur : 1 980 mm
- Hauteur : 2 380 mm
- Nb vitesses : 5
- Traction : 4x4 intégrale
- Nb places : 1 + 6
- Autonomie: 800 km.

## Version ambulance

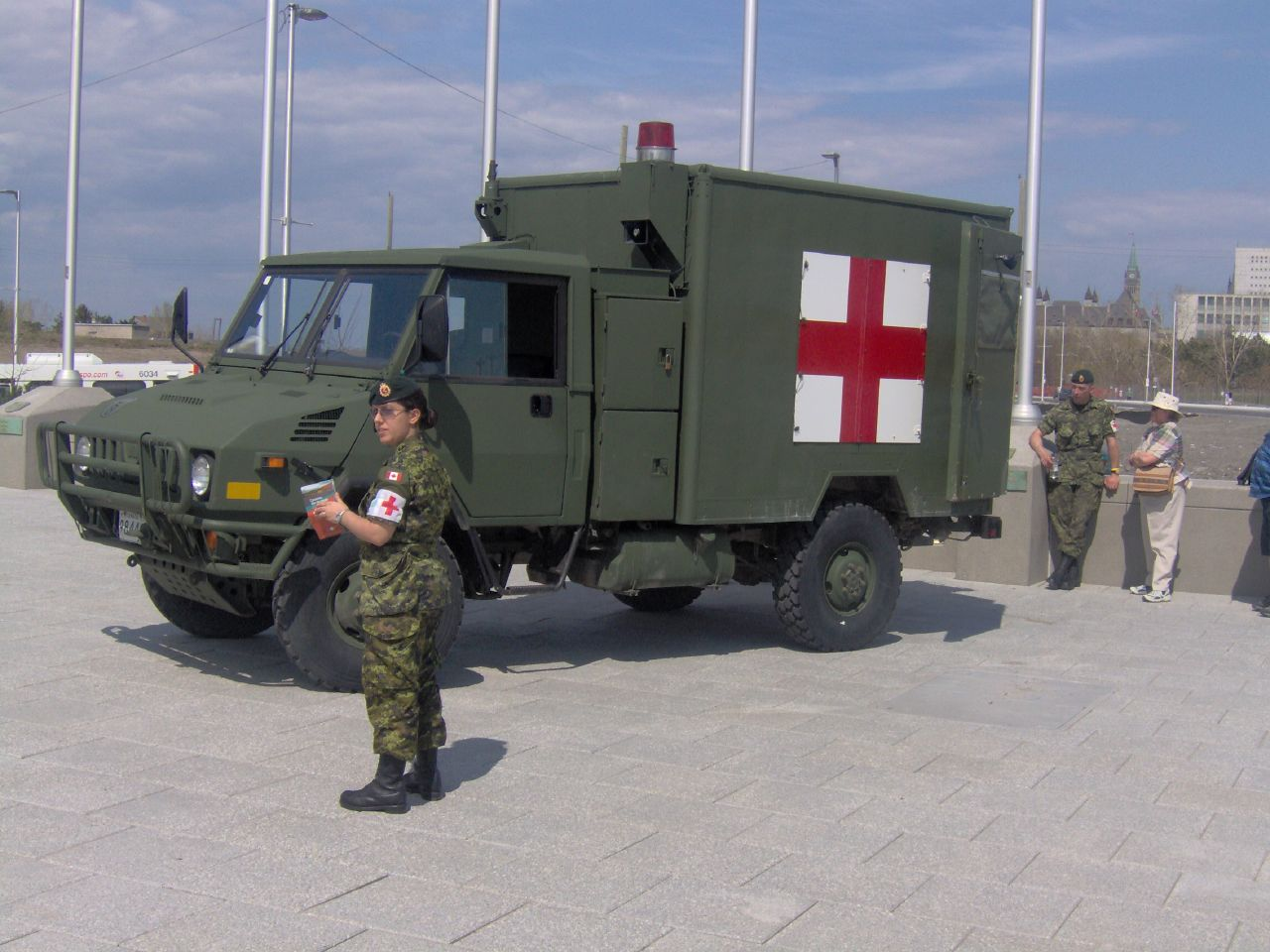
Véhicule de support léger des Forces canadiennes

La version Ambulance du VM 90 est une variante du Torpedo adaptée au transport des blessés en tout terrain dans un environnement tactique. Ce véhicule est complémentaire à la version ambulance homologuée civile Fiat Ducato.

### Caractéristiques
- Moteur : Iveco turbo diesel 2 499 cm3
- Nb. cylindres : 4
- Puissance : 75,7 kW - 103 ch à 3 800 tr/min
- Longueur : 4 880 mm
- Largeur : 2 040 mm
- Hauteur : 2 200 mm
- Nb. vitesses : 5
- Traction : 4x4 intégrale
- Vitesse max : 110 km/h
- Nb. places : 3 avant, 1 arrière, 2 brancards
- Autonomie: 800 km.

## Utilisateurs

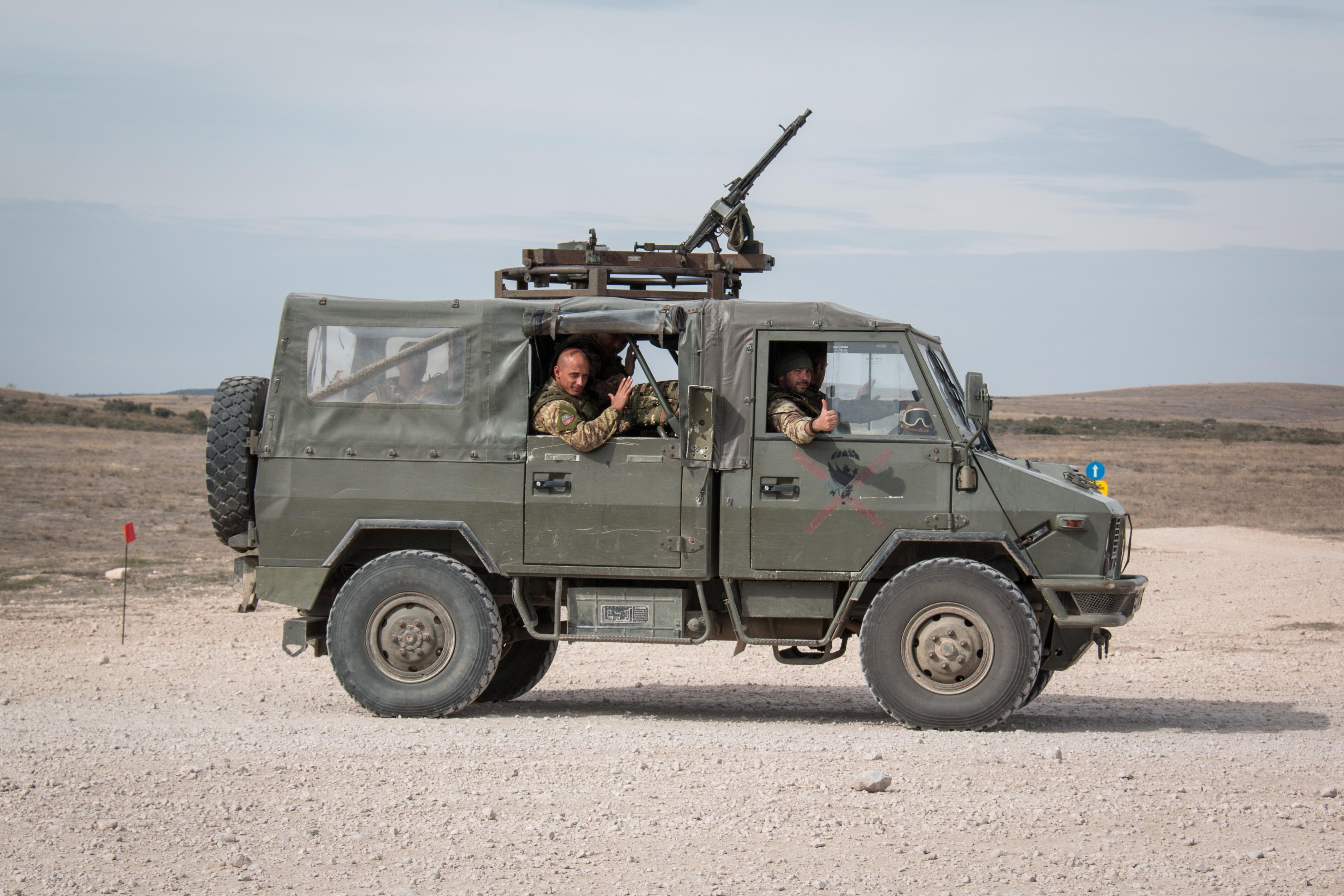
Dans l'armée espagnole

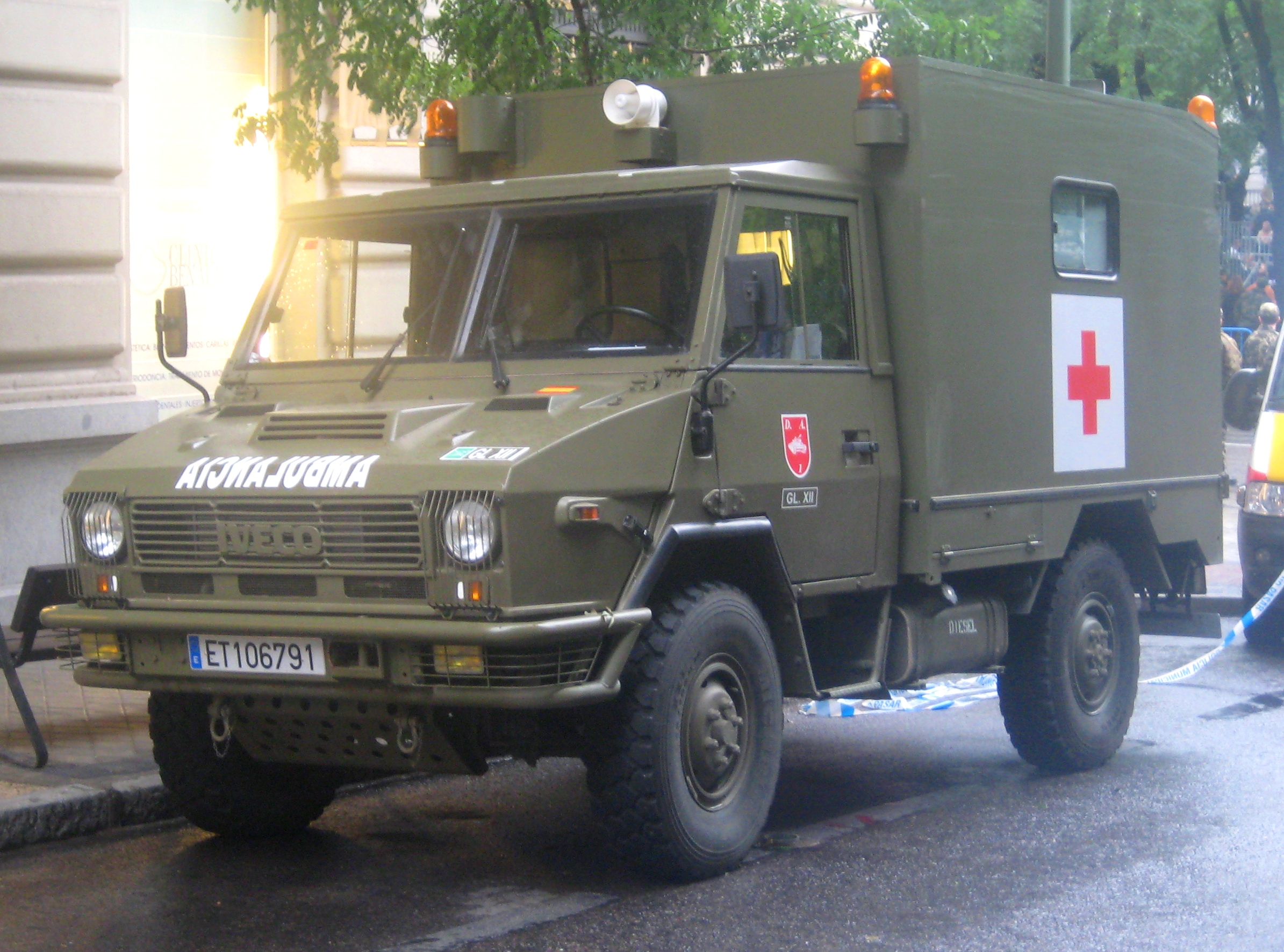
Iveco-Pegaso 40.10WM de l'armée espagnole.

Outre l'Italie, beaucoup d'autres pays ont choisi ce véhicule :
- Italie
- Belgique
- Brunei
- Canada : 2879 (fabriqués localement sous licence)
- Chine : production locale par NAVECO[1]
- Égypte : 70
- Émirats arabes unis
- Djibouti [2]
- Macédoine du Nord
- Malaisie
- Pakistan : 2.200
- Pologne
- Portugal
- Espagne